# Sortesogn
Sortesogn (på lokaldialekt "swotsovn" ) er et område i Ålum Sogn mellem Ålum, Fussingø og Svinding.
56°27′54″N 9°49′01″Ø / 56.465°N 9.817°Ø